# Lipovice (district de Prachatice)
Pour les articles homonymes, voir Lipovice.
Lipovice (en allemand : Lipowitz) est une commune du district de Prachatice, dans la région de Bohême-du-Sud, en République tchèque. Sa population s'élevait à 236 habitants en 2023.

## Géographie
Lipovice se trouve à 4 km au nord-est de Vlachovo Březí, à 10 km au nord de Prachatice, à 39 km à l'ouest-nord-ouest de České Budějovice et à 114 km au sud-sud-ouest de Prague.
La commune est limitée par Újezdec au nord-ouest, par Tvrzice au nord, par Dub au nord-est et à l'est, par Budkov au sud, et par Vlachovo Březí au sud-ouest et à l'ouest.

## Histoire
La première mention écrite du village date de 1386.

## Galerie

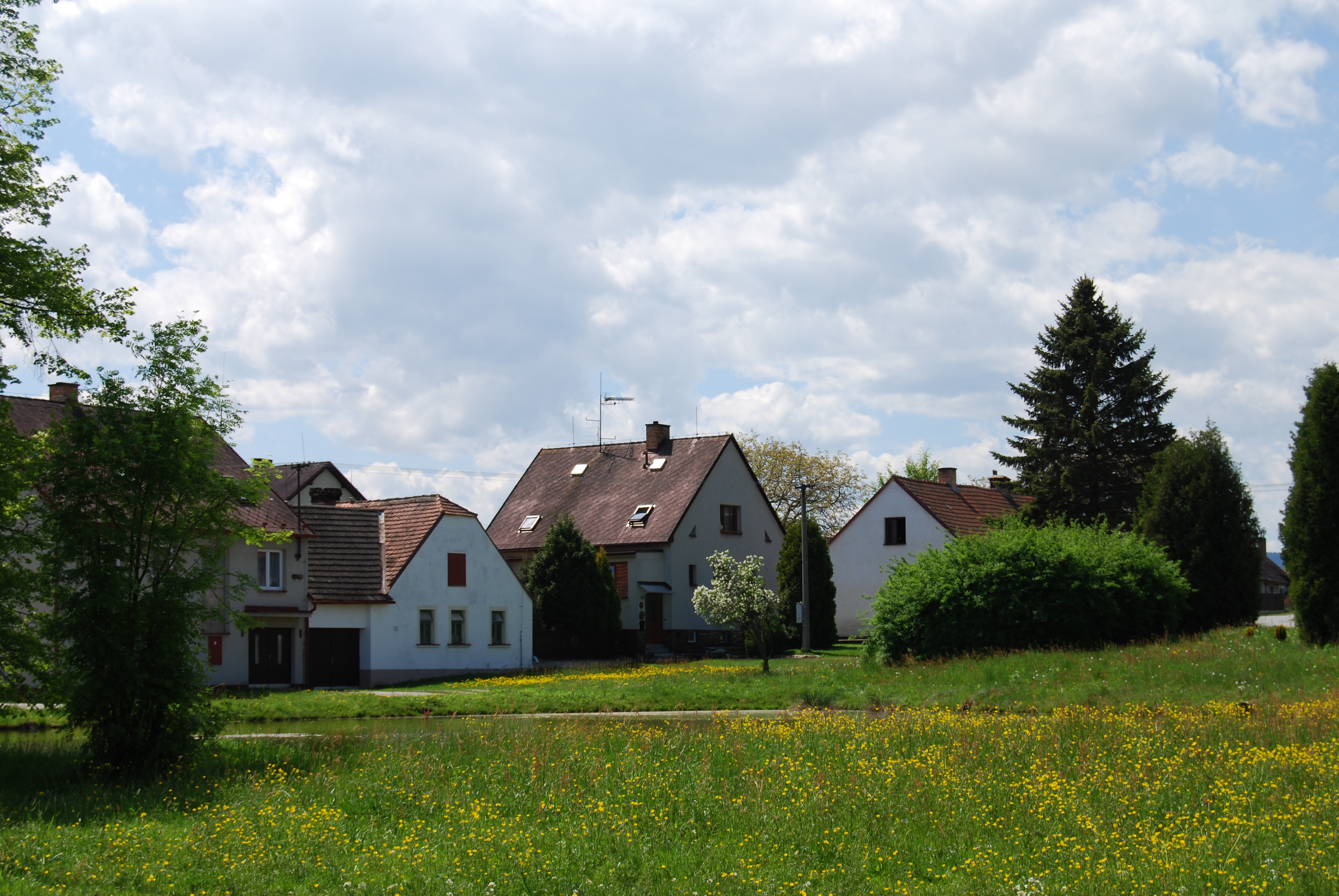
Vue de Lipovice.
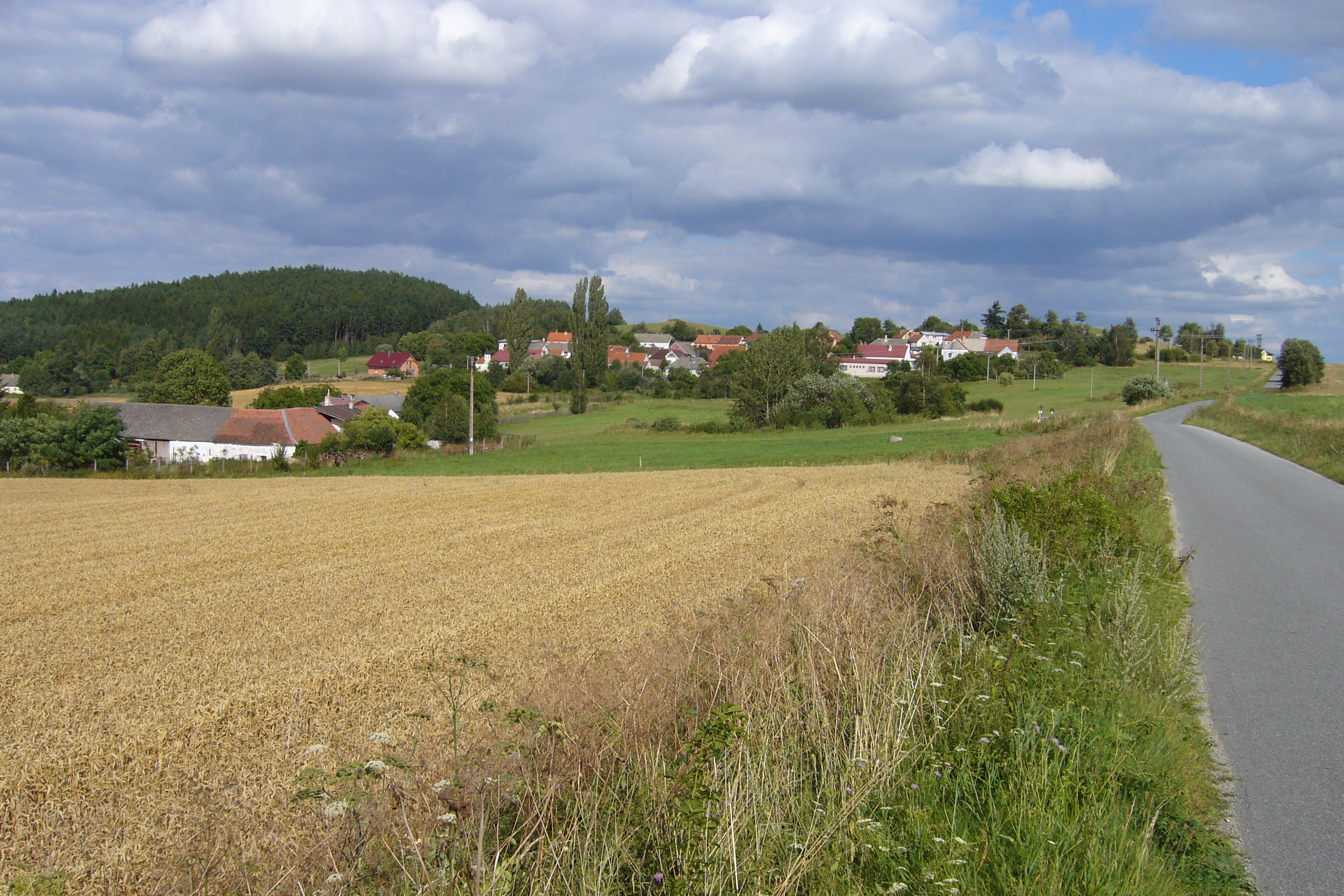
Konopiště.

## Transports
Par la route, Lipovice se trouve à 3,7 km de Vlachovo Březí, à 15 km de Prachatice, à 44 km de Ceské Budejovice et à 143 km de Prague.